# Боевой взвод
Боевой взвод (Б. в.) — выступ (вырез) на курке или ударнике замочного механизма, удерживающий курок или ударник взведённым, в огнестрельном оружии.
При нажатии на спуск или дергании за шнур (у орудий) боевой взвод освобождается, курок или ударник ударяет бойком по капсюлю (медному колпачку) патрона (снаряда) и производит воспламенение заряда в патроне (снаряде), и следует выстрел или осечка.
Боевой взвод был изобретён относительно давно — ещё в XVI столетии его применяли в конструкции оружейных замков «микеле» в кремнёвых ружьях. 

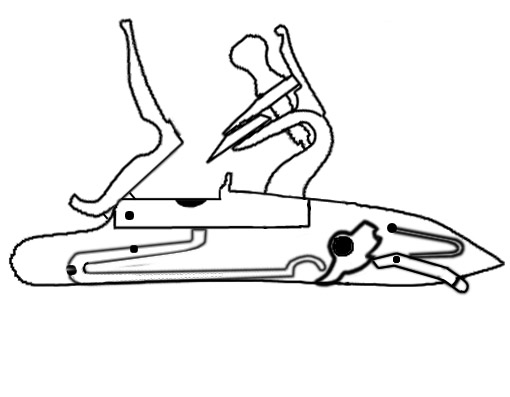
Кремнёвый замок: курок спущен, полка открыта.
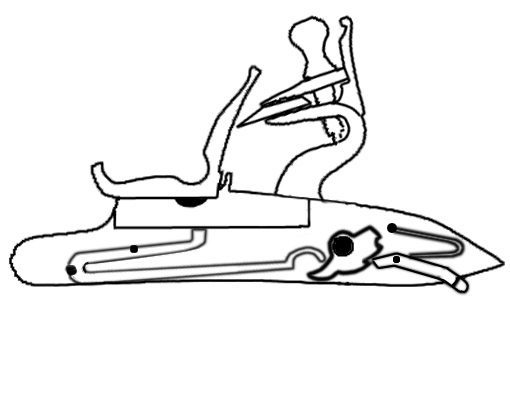
Курок на предохранительном взводе, полка заряжена.
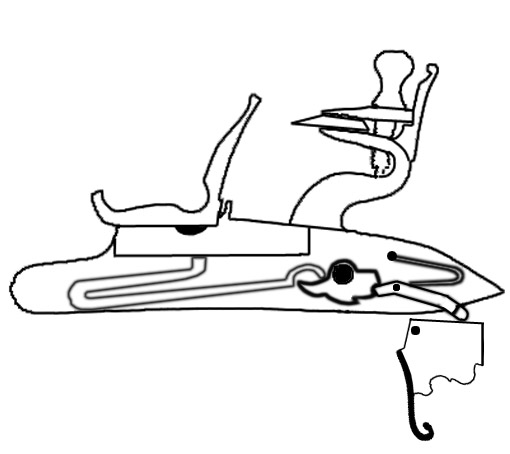
Курок на боевом взводе. Замок готов к стрельбе.
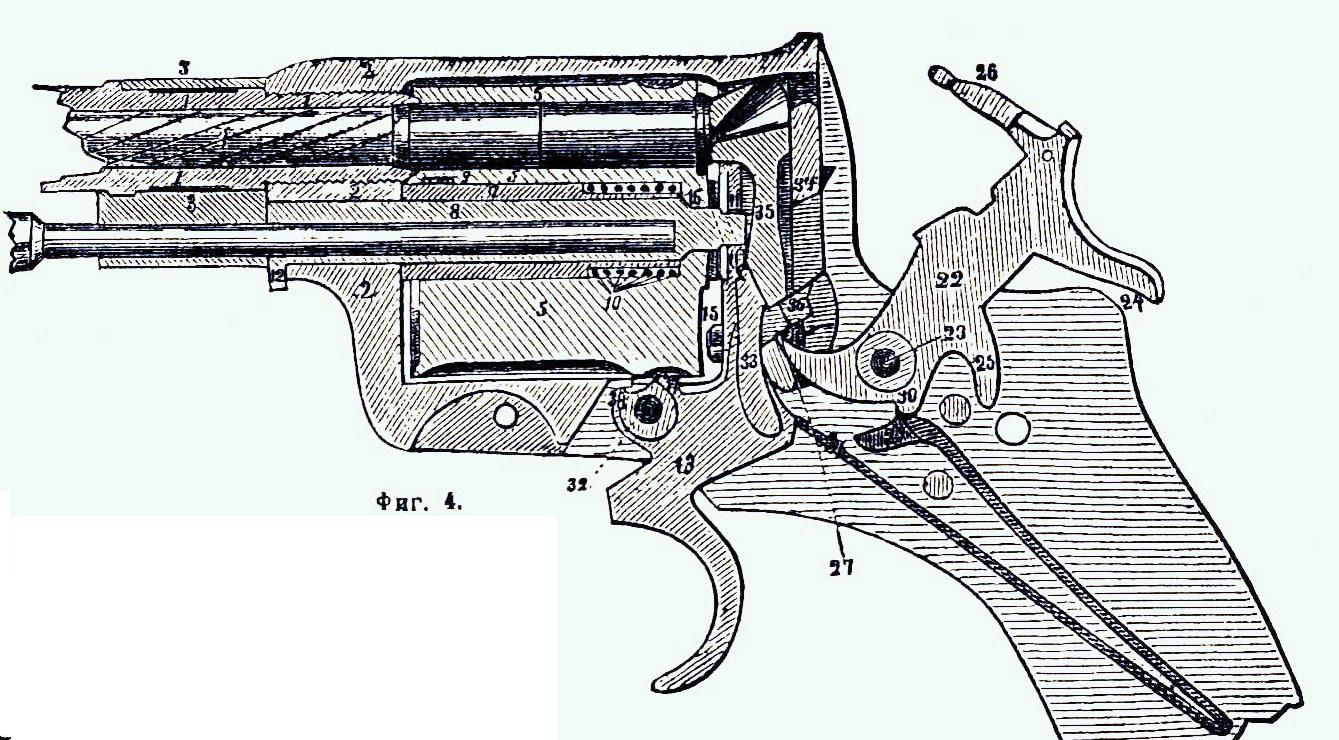
Схема ударно-спускового механизма револьвера «Наган». Курок изображён на боевом взводе.
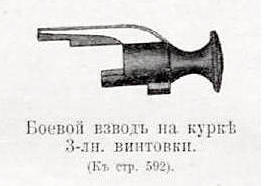
Боевой взвод на курке 3-линейной винтовки.

## В поэзии
Читаем у А. С. Пушкина в XXIX строфе VI главы «Евгения Онегина» (см. Лотман Ю. М. Роман А. С. Пушкина «Евгений Онегин». Комментарий. — Л.: Просвещение, 1983, с. 304—305):
Вот пистолеты уж блеснули, 
Гремит о шомпол молоток. 
В гранёный ствол уходят пули, 
И щёлкнул в первый раз курок. 
Вот порох струйкой сероватой 
На полку сыплется. Зубчатый, 
Надёжно ввинченный кремень 
Взведён ещё.
 Здесь «…щёлкнул в первый раз курок» — постановка на предохранительный взвод (полувзвод); «…Взведён ещё» — на боевой взвод.